# Vuelta a Burgos
Vuelta a Burgos – profesjonalny wieloetapowy wyścig kolarski rozgrywany w prowincji Burgos w północnej Hiszpanii.
Od 2005 do 2019 wyścig znajdował się w cyklu UCI Europe Tour z kategorią 2.HC, a od 2020 należy do UCI ProSeries.
Pierwsza edycja zmagań odbyła się w 1946. Zwyciężył Hiszpan Bernardo Capó. Rok później najszybszy był jego rodak i imiennik Bernardo Ruiz. W następnych latach wyścig nie był rozgrywany aż do 1981, gdy wznowiono rywalizację w Vuelta a Burgos – od tamtej pory kolarze na trasach w Burgos ścigają się nieprzerwanie co roku.
Oprócz wyścigu męskiego rozgrywany jest również wyścig kobiet, należący do cyklu UCI Women’s World Tour.

## Zwycięzcy
Opracowano na podstawie:
| Rok  | Pierwsze              | Drugie                       | Trzecie               |
| ---- | --------------------- | ---------------------------- | --------------------- |
| 1946 | Bernardo Capó         | Senén Mesa                   | Victorio Ruiz García  |
| 1947 | Bernardo Ruiz         | Manuel Rodríguez Barros      | Bernardo Capó         |
| 1981 | Faustino Rupérez      | Eulalio García Pereda        | José Enrique Cima     |
| 1982 | José Luis Laguía      | Ángel Ocaña                  | José Luis Navarro     |
| 1983 | Ángel de las Heras    | Felipe Yáñez                 | Eduardo Chozas        |
| 1984 | Federico Echave       | Faustino Rupérez             | Celestino Prieto      |
| 1985 | José Recio            | Reimund Dietzen              | Celestino Prieto      |
| 1986 | Marino Lejarreta      | Iñaki Gastón                 | Anselmo Fuerte        |
| 1987 | Marino Lejarreta      | Ángel Arroyo                 | Francisco Antequera   |
| 1988 | Marino Lejarreta      | Enrique Aja                  | Laudelino Cubino      |
| 1989 | Francisco Antequera   | Pedro Muñoz                  | Pello Ruiz Cabestany  |
| 1990 | Marino Lejarreta      | Miguel Ángel Martínez Torres | Miguel Indurain       |
| 1991 | Pedro Delgado         | Gianni Bugno                 | José Martín Farfán    |
| 1992 | Alex Zülle            | Raúl Alcalá                  | Federico Echave       |
| 1993 | Laudelino Cubino      | Raúl Alcalá                  | Laurent Dufaux        |
| 1994 | Armand de Las Cuevas  | Laudelino Cubino             | Jim Van De Laer       |
| 1995 | Laurent Dufaux        | Stefano Della Santa          | Gabriele Colombo      |
| 1996 | Tony Rominger         | Miguel Indurain              | Íñigo Cuesta          |
| 1997 | Laurent Jalabert      | Abraham Olano                | Fernando Escartín     |
| 1998 | Abraham Olano         | Leonardo Piepoli             | Ángel Casero          |
| 1999 | Abraham Olano         | Dario Frigo                  | Laurent Dufaux        |
| 2000 | Leonardo Piepoli      | Óscar Sevilla                | Pascal Hervé          |
| 2001 | Juan Miguel Mercado   | José Luis Rubiera            | Eladio Jiménez        |
| 2002 | Francisco Mancebo     | José Luis Rubiera            | Mikel Zarrabeitia     |
| 2003 | Pablo Lastras         | Óscar Pereiro Sio            | Carlos García Quesada |
| 2004 | Alejandro Valverde    | Dienis Mieńszow              | Leonardo Piepoli      |
| 2005 | Juan Carlos Domínguez | Joaquim Rodríguez            | Carlos Castaño        |
| 2006 | Iban Mayo             | José Antonio Pecharromán     | Daniel Moreno         |
| 2007 | Mauricio Soler        | Alejandro Valverde           | Carlos Castaño        |
| 2008 | Xabier Zandio         | Íñigo Landaluze              | Walter Pedraza        |
| 2009 | Alejandro Valverde    | Xavier Tondó                 | Tom Danielson         |
| 2010 | Samuel Sánchez        | Ezequiel Mosquera            | Vincenzo Nibali       |
| 2011 | Joaquim Rodríguez     | Daniel Moreno                | Juan José Cobo        |
| 2012 | Daniel Moreno         | Sergio Henao                 | Esteban Chaves        |
| 2013 | Nairo Quintana        | David Arroyo                 | Vincenzo Nibali       |
| 2014 | Nairo Quintana        | Daniel Moreno                | Janez Brajkovič       |
| 2015 | Rein Taaramäe         | Michele Scarponi             | Daniel Moreno         |
| 2016 | Alberto Contador      | Ben Hermans                  | Sergio Pardilla       |
| 2017 | Mikel Landa           | Enric Mas                    | David de la Cruz      |
| 2018 | Iván Sosa             | Miguel Ángel López           | David de la Cruz      |
| 2019 | Iván Sosa             | Óscar Rodríguez              | Richard Carapaz       |
| 2020 | Remco Evenepoel       | Mikel Landa                  | João Almeida          |
| 2021 | Mikel Landa           | Fabio Aru                    | Mark Padun            |
| 2022 | Pawieł Siwakow        | João Almeida                 | Carlos Rodríguez      |
| 2023 | Primož Roglič         | Aleksandr Własow             | Adam Yates            |
| 2024 | Sepp Kuss             | Max Poole                    | Finn Fisher-Black     |